# 首尔火力发电所
首尔火力发电所（朝鲜语：서울화력발전소）是位于韩国首尔麻浦区的一个热力发电厂，也是韩国的第一个火力发电厂。发电厂里过去曾有唐人里线作为输送无烟煤的通道，现在已经废止。

## 历史
- 1929年6月：京城电气株式会社成立。
- 1930年11月：发电厂建成，名称为唐人里火力发电所（당인리화력발전소），1号发电机组(10000kW)投入使用。
- 1936年11月：2号发电机组(12500kW)投入使用。
- 1956年3月15日：3号发电机组(25000kW)投入使用。
- 1961年7月1日：京城电气株式会社改称韩国电力公社。
- 1969年4月：5号发电机组(250000kW)投入使用。
- 1969年11月1日：更名为首尔火力发电所。
- 1970年8月3日：1、2号发电机组停用。
- 1971年4月：4号发电机组(137500kW)投入使用。
- 1982年1月20日：3号发电机组停用。
- 1987年10月：4、5号发电机组实行热电联产方式。
- 2002年11月：硫排放净化设施竣工。
- 2004年：4、5号发电机组进行延命翻新工程。
- 2013年7月：首尔综合火力发电所1、2号发电机组发电机组开始建设，预计4、5号发电机组将在2016年9月停用。